# Pyrenese kwastjesbloem
De Pyrenese kwastjesbloem (Soldanella villosa) is een zeldzaam overblijvend kruid uit de sleutelbloemfamilie (Primulaceae), die endemisch is in de Pyreneeën.
De plant heeft de IUCN-status 'gevoelig'.

## Naamgeving enetymologie
De soortaanduiding villosa komt van het Latijn en betekent 'behaard'.

## Kenmerken
De Pyrenese kwastjesbloem is een overblijvende, kruidachtige plant met een onvertakte, behaarde stengel en een basaal bladrozet van gesteelde, niervormige, aan de bovenzijde glanzend donkergroene en onderaan viltig behaarde bladeren.
De bloemen staan met twee of drie samen in een kleine tros op een lange, bladloze, dicht met klierharen bezette bloemsteel. De bloemen zijn wijd klokvormig, met vijf paarsblauwe kroonbladen. De franje is lang, de kroonbladen zijn tot voorbij het midden ingesneden.
De plant bloeit van mei tot juli.
De Pyrenese kwastjesbloem lijkt op de alpenkwastjesbloem (Soldanella alpina), maar verschilt daarvan door het steviger voorkomen en de sterker behaarde bloem- en bladstelen.

## Habitaten verspreiding
De Pyrenese kwastjesbloem groeit voornamelijk op vochtige plaatsen nabij beekjes en bronnen in vochtige, alpiene heide, op kalkrijke bodems, tot op 1700 m.
De plant komt enkel voor in de westelijke Pyreneeën, zowel langs de Franse als langs de Spaanse kant. Zij is slechts bekend van een dertigtal locaties, en het aantal planten bedraagt naar schatting niet meer dan 10.000 exemplaren.
S. alpina (Alpenkwastjesbloem) · 
S. angusta · 
S. calabrella · 
S. carpatica · 
S. chrysosticta · 
S. hungarica (Hongaarse kwastjesbloem) · 
S. major · 
S. marmarossiensis · 
S. minima (Dwergkwastjesbloem) · 
S. montana (Bergkwastjesbloem) · 
S. oreodoxa · 
S. pindicola · 
S. pusilla (Kleine kwastjesbloem) · 
S. rhodopaea · 
S. rugosa · 
S. villosa (Pyrenese kwastjesbloem)